# کیساموس
کیساموس (به لاتین: Kissamos) یک شهرک در یونان است که در Kissamos Municipality واقع شده‌است.